# Albert Andresen
Hans Albert Andresen, född 28 april 1834 i Köpenhamn, död där 27 april 1913, var en dansk försäkringsman. 
Efter att under en följd av år ha varit lärare vid Borgerdydskolen i Christianshavn anställdes han vid inrättandet av Livsforsikrings- og Forsørgelsesanstalten af 1871 (Statsanstalten for Livsforsikring) aktuarie vid denna och var 1888–1906 direktör där. Vid sidan av att inneha olika offentliga förtroendeuppdrag (bland annat medlem av Köpenhamns borgarrepresentation 1878–1884) redigerade han från 1878 Teknisk Forenings Tidsskrift och utvecklade även en inte ringa litterär verksamhet, dels som författare av populära skrifter, dels som översättare (bland annat av Charles Dickens).